# Lennart Strandberg
Lennart Strandberg   (Malmö, 26 de març de 1915 - Ystad, 23 de desembre de 1989) fou un atleta suec, especialista en curses de velocitat que va competir entre la dècada de 1930 i el començament de la de 1950. Durant més d'una dècada fou el millor velocista suec i el seu rècord nacional dels 100 metres es va mantenir vigent durant 37 anys. Un cop retirat va exercir de periodista esportiu.
A nivell internacional el 1936 va prendre part en els Jocs Olímpics d'Estiu de Berlín, on fou sisè en la prova dels 100 metres del programa d'atletisme. El 1938, al Campionat d'Europa d'atletisme, va guanyar una medalla de plata en els 4x100 metres relleus, formant equip amb Gösta Klemming, Åke Stenqvist i Lennart Lindgren; i una de bronze en els 100 metres.
A nivell nacional aconseguí 39 campionats nacionals entre 1934 i 1952: onze en els 100 metres, dotze en els 200 metres, tretze en els 4x100 metres i tres en els 4x400 metres. Va posseir el rècord nacional dels 100 metres entre 1935 i 1973 i el dels 200 entre 1935 i 1954.

## Millors marques
- 100 metres. 10.3" (1936)
- 200 metres. 21.4" (1942)
- 400 metres. 49.7" (1943)[5][6]